# 지바 가니예바
지바 파샤 키지 가니예바(아제르바이잔어: Ziba Paşa qızı Qəniyeva: 1923년 8월 20일 - 2010년)는 아제르바이잔의 군인, 문헌학자이다.  세계 대전 당시 여성 저격수 로서 북서 전선군 제3모스크바 공산소총병사단에서 복무했다. 저격수 복무 당시 21건의 공인된 적병 사살수를 기록했으며 모스크바 방어전 기장, 적기훈장, 적성훈장을 수훈받았다.

## 같이 보기
- 알리야 몰다굴로바